# Ruta Nacional A025 (Argentina)
La Ruta Nacional A025 es una carretera argentina, que se encuentra en el sudeste de la provincia de Río Negro. Desde el empalme con la Ruta Nacional 3 en el km 1115 hasta el puerto de San Antonio Este, recorre 28 km asfaltados en el Departamento San Antonio.
A continuación se enumeran los lugares por los que esta ruta atraviesa:
- Empalme Ruta Provincial 1 (Río Negro) (km 12).
- Faro San Matías (km 13).
- Saco Viejo (km 16).
- Puerto San Antonio Este (km 28).

- Datos: Q6114223